# Literatura da Nigéria
A Nigéria tem produzido muitos prolíficos escritores. Muitos já ganharam honras por sua habilidade em escrever, incluindo Chinua Achebe,  Wole Soyinka, Ken Saro-Wiwa, Cyprian Ekwensi, Buchi Emecheta, Elechi Amadi e Ben Okri. 
Escritores de uma geração mais jovem aclamados pela crítica incluem Chimamanda Ngozi Adichie, Francis Ohanyido, Sefi Atta, Helon Habila, Helen Oyeyemi.